# 三好德三郎

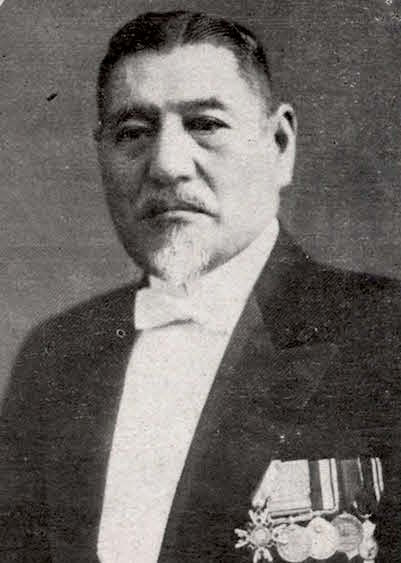
三好德三郎，攝影於1929年

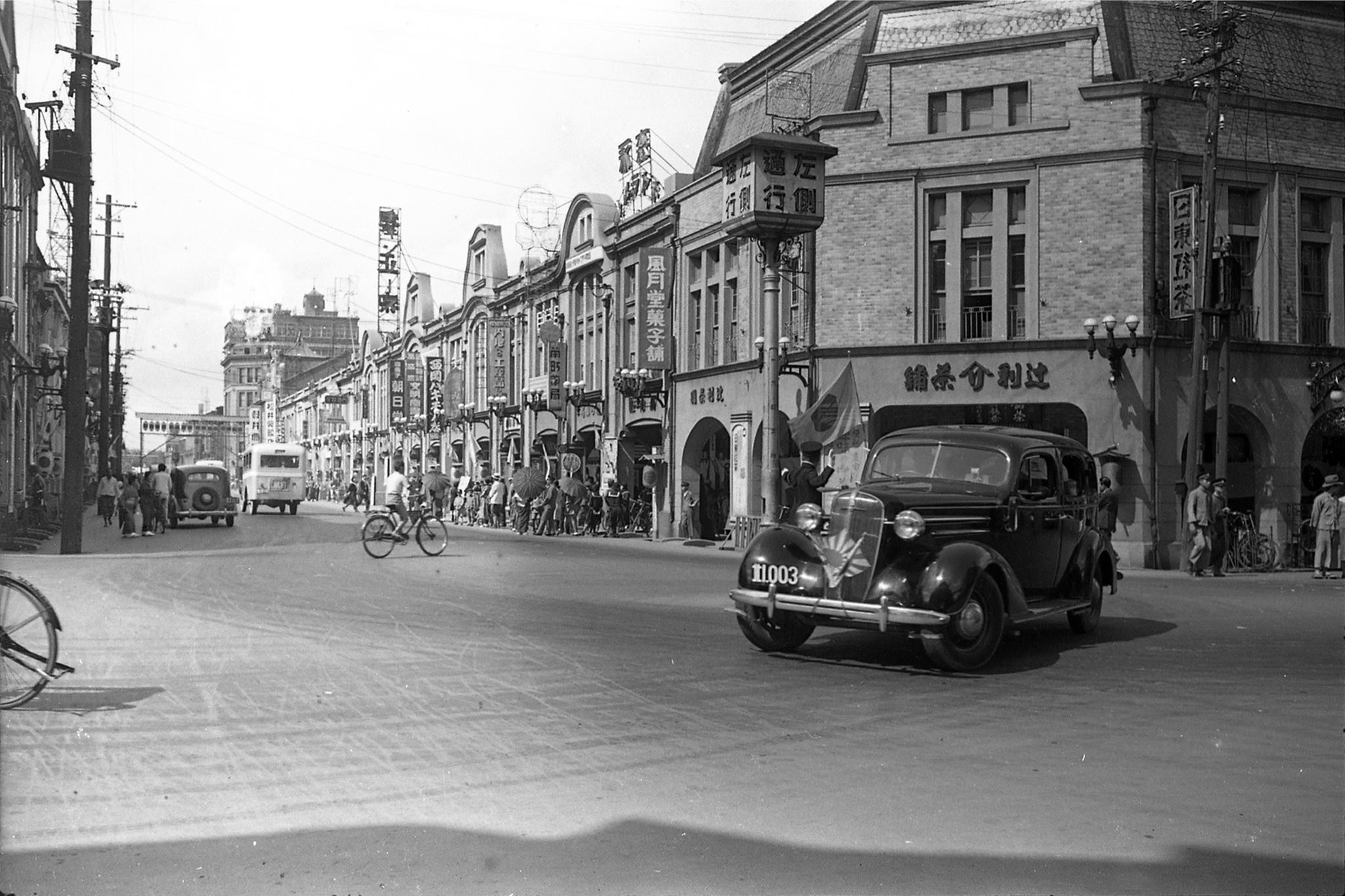
臺北榮町的「辻利茶舖」

三好德三郎（日语：／ Miyoshi Tokusaburō；1873年5月2日—1939年4月3日），自號茶苦來山人，是一位出身日本京都府宇治的實業家。他因長期在日治時代的臺灣具深厚影響力，又被稱作「民間總督」。此外，他也是祇園辻利及茶寮都路里的創始者。

## 生平
小學畢業後，三好德三郎開始在伯父經營的「辻利兵衛商店」學習製茶及茶樹栽培技術。
1899年4月，三好德三郎前往臺灣開始在文山、坪林等地從事烏龍茶研究，並曾任臺灣協會臺灣支部評議會員、臺北商工會及臺灣茶農株式會社監查役、臺北製冰會社專務取締役等職務。
1904年，三好德三郎於臺北榮町二町目開辦「辻利兵衛臺北出張店」（商號「辻利茶舖」，當地後為衡陽路與重慶南路路口，其建築物於2010年代為星巴克重慶門市使用）。當時，茶舖內除販售玉露茶「殘月」、「寒梅」以及煎茶「山吹」、「川柳」外，也有烏龍茶、紅茶等商品，且顧客也可以電話訂購，或以郵購包裹寄送；同時，其子三好正雄總是同店內眾多臺籍店員在熱絡地向來客介紹商品，更在年底及節慶來臨時寄發廣告明信片，提供顧客有關歲末大拍賣與抽]活動訊息及其販售品項的目錄。
三好德三郎除經營店鋪外，也在南港地區種植茶園，將臺灣烏龍茶推廣參展於數十次日本國內外各項博覽會及臺灣勸業共進會等活動，並使之成為宮內省及臺灣總督府指定用茶。
此外，三好德三郎曾任臺北府前街郵便局長、臺北州協議會會員、臺灣總督府評議會會員、臨時產業調查會委員、臺灣共進會迎賓館主任委員等職，並曾出席參與討伐土匪慰勞會、簡大獅的審判、生蕃討伐凱旋祝賀大會、臺北鐵橋建造儀式、首部汽車入臺灣慶祝活動、首次飛機降落臺灣慶祝活動等，又與臺灣總督田健治郎保持密切往來，並因此被稱作「民間總督」。
1939年，三好德三郎因關節炎惡化而病逝於臺灣臺北帝大附屬醫院， 並葬於三橋町共同墓地。

## 身後
1948年1月，三好德三郎的後代在返鄉後以臺北辻利茶鋪為基礎，於京都祇園以「祇園辻利」為商號重新開業。

## 著作

### 回憶錄
- 謝國興、鍾淑敏、籠谷直人、王麗蕉主編，陳進盛、曾齡儀、謝明如譯，《茶苦來山人の逸話：三好德三郎的臺灣記憶》，臺北：中央研究院臺灣史研究所；京都：京都大學人文科學研究所，2015年。[9]

## 外部鏈結
- 三好德三郎文書-跨時代的情感與記憶流轉| 中央研究院臺灣史研究所檔案館（页面存档备份，存于）
- 「臺灣日記知識庫」新開放三好德三郎回憶錄日中文對照版| 中央研究院臺灣史研究所檔案館（页面存档备份，存于）
- 榮町大街與辻利茶舖 - 莊永明書坊 - blogger（页面存档备份，存于）